# Flustridae
Famille
Les Frustridae sont une famille d'animaux aquatiques, de l'embranchement des Bryozoaires, classe des Gymnolaemata, ordre des Cheilostomatida.

## Liste des genres
Selon World Register of Marine Species (17 mars 2016) :
- genre Carbasea Gray, 1848
- genre Chartella Gray, 1848
- genre Flustra Linnaeus, 1761
- genre Gregarinidra Barroso, 1948
- genre Hincksina Norman, 1903
- genre Hincksinoflustra Bobin & Prenant, 1961
- genre Isosecuriflustra Liu & Hu, 1991
- genre Kenella Levinsen, 1909
- genre Nematoflustra Moyano, 1972
- genre Retiflustra Levinsen, 1909
- genre Sarsiflustra Jullien, 1903
- genre Securiflustra Silén, 1941
- genre Serratiflustra Moyano, 1972
- genre Spiralaria Busk, 1861
- genre Terminoflustra Silén, 1942